# La Marche de Rakoczi

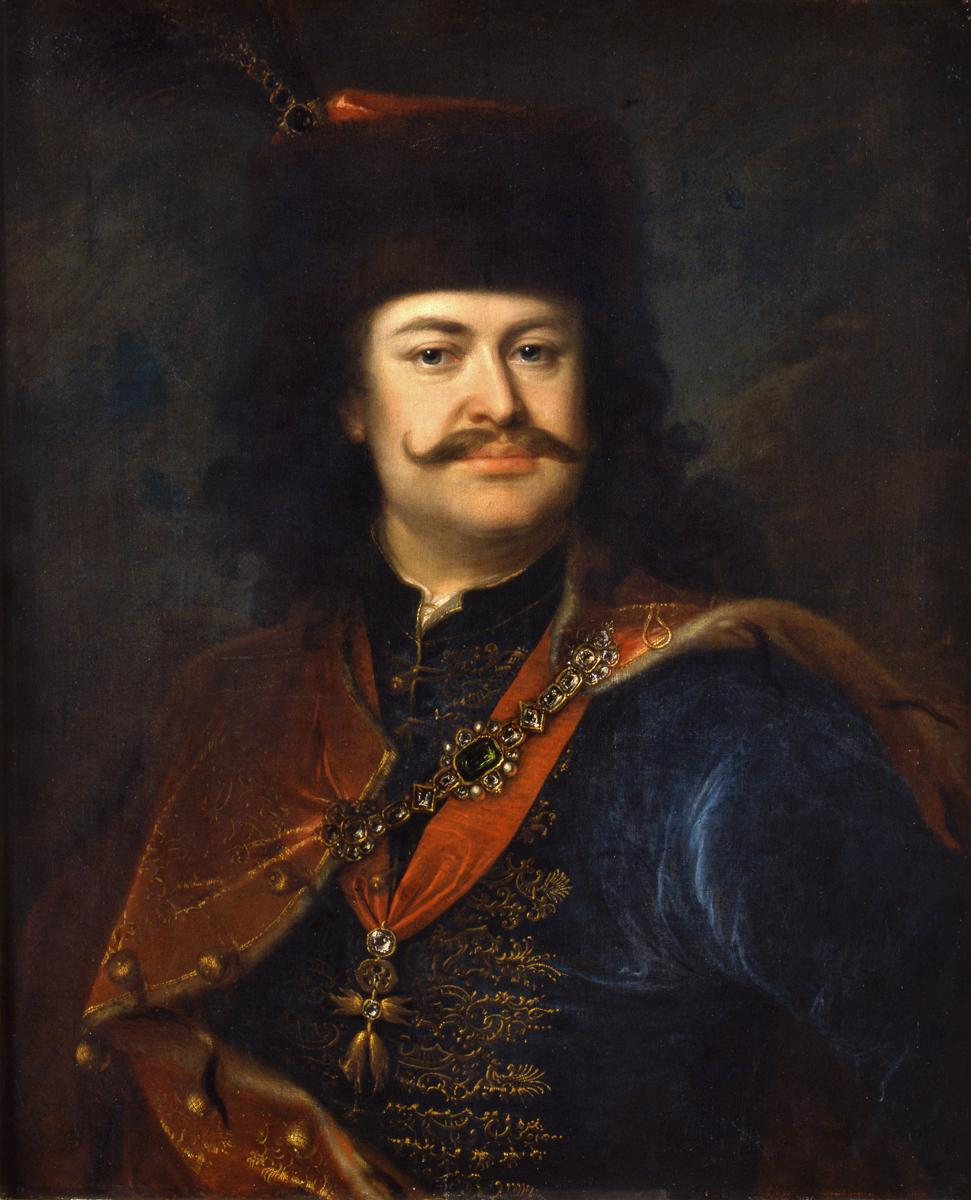
François II Rákóczi

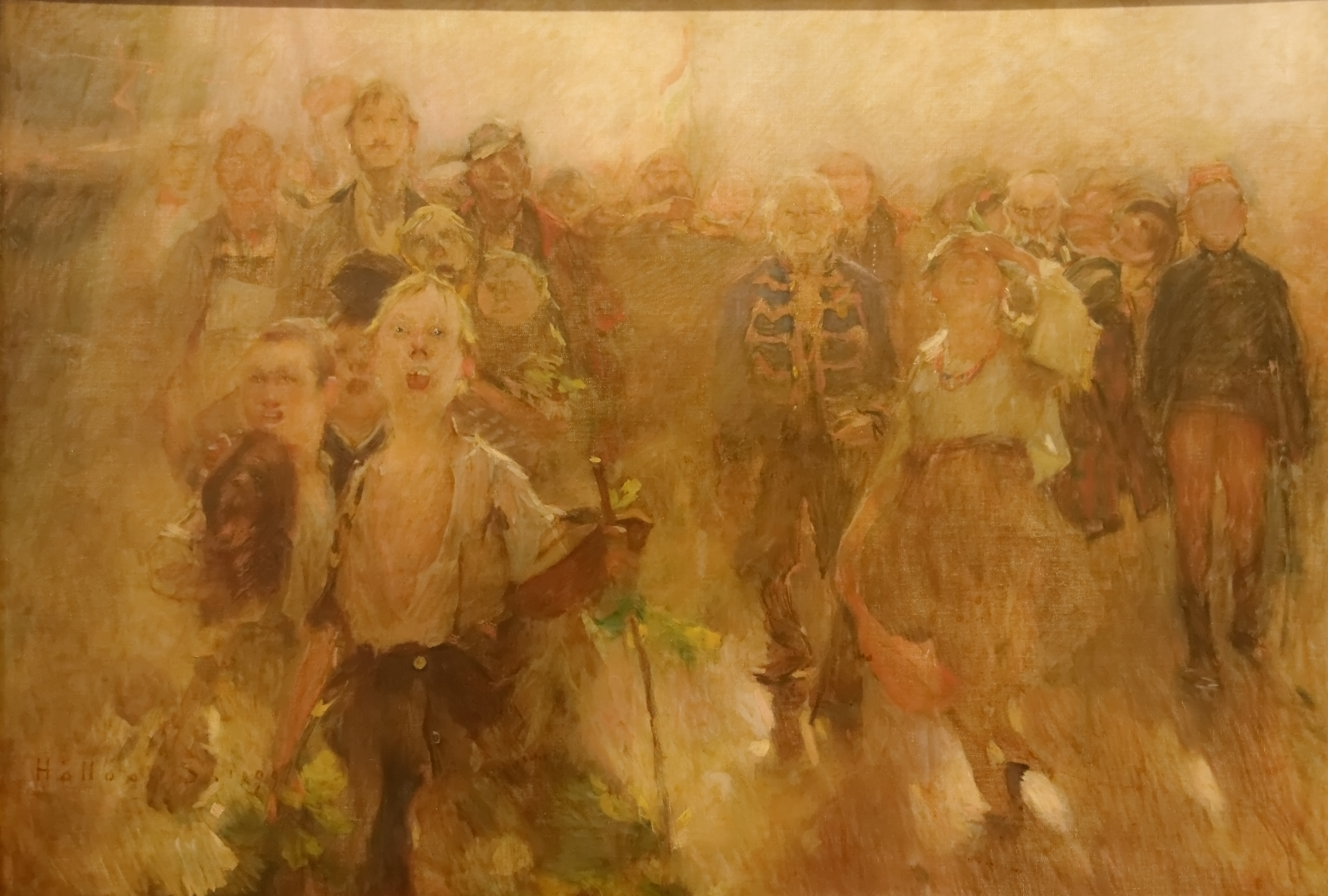
La Marche de Rakoczi de Simon Hollósy.

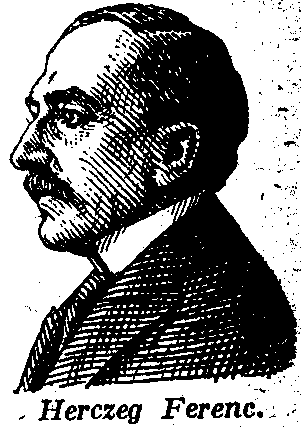
Ferenc Herczeg, l'auteur du roman.

La Marche de Rakoczi (titre original : Rákóczi induló) est un film hongrois réalisé par Steve Sekely, sorti en 1933.

Ferenc Herczeg

Ce film est l'adaptation au cinéma d'un roman de Ferenc Herczeg intitulé, en anglais, The Daughter of the Landlord of Dolova (1893). La Marche de Rakoczi est aussi un chant (un Marschlied) parfois surnommé « la Marseillaise hongroise » où « les Magyars demandent à François II Rákóczi de libérer son peuple de l’oppression des Habsbourg ».
Une version allemande alternative (Rakoczy-Marsch) réalisée par Gustav Fröhlich et Steve Sekely, avec notamment Gustav Fröhlich, Camilla Horn et Ellen Frank, sort la même année. 

## Synopsis
Aristide Tarján, un lieutenant, tombe amoureux de la fille du comte Ferenc Job et lui demande sa bénédiction. Cependant, le comte étant financièrement ruiné, il demande au prétendant de renoncer au mariage car il veut marier sa fille au baron Adam Merlin, ce qui lui assurera une sécurité financière. Aristide, le cœur triste, se plie à la volonté du comte et renonce à Vilma en rompant avec elle par lettre. Le capitaine d'Aristida, qui est aussi le frère de Vilma, ne connaissant pas la véritable raison de la rupture, jure de venger cet affront à sa sœur et provoque le lieutenant en duel à mort.

## Fiche technique
- Titre : Rákóczi induló
- Titre français : La Marche de Rakoczi
- Titre américain : Rakoczi March
- Réalisation : Steve Sekely
  - Assistants réalisateurs : Béla Gaál, Endre Renner
- Scénario : Ernst Marischka, Andor Zsoldos
- Musique : Paul Abraham, Imre Magyari, Richard Fricsay
- Photographie : István Eiben
- Montage : József Szilas
- Décors : Márton Vincze
- Consultant artistique : Andor Zsoldos
- Son : Ferenc Lohr
- Production : Ernö Gál
- Société de productions : City Film Rt., Märkische Film GmbH
- Studio : Hunnia Filmstúdió
- Société de distribution : Danubia Pictures
- Pays d'origine :  Hongrie
- Longueur : 2 520 mètres
- Format : noir et blanc - 1,37:1 - mono (Tobis-Klangfilm)
- Dates de sortie : 
  - Hongrie : 23 novembre 1933
  - États-Unis : 20 novembre 1934

## Distribution
- Pál Jávor : Le lieutenant Tarján Sándor
- Margit Dajka : Vilma, fille de Jób
- Ferenc Kiss : Árpád, fils de Jób
- Gyula Csortos : Le comte Jób Ferenc
- Tibor Halmay : Le sous-lieutenant Lóránt
- Ida Turay : Tamássy Éva, cousine de Vilma
- Gyula Gózon
- Imre Apáthi
- Ernst Senesch
- Oscar Beregi, Sr.
- László Dezsõffy
- Attila Bimbó
- István Dózsa
- Emil Fenyö
- Lajos Gárday
- Lajos Ihász
- János Körmendy
- Mihály Poór
- Erzsi Pártos
- Zsolt Pászthy
- Ferenc Pázmán
- Annie Réthy
- Lou Thesz
- Balázs Varga
- Gusztáv Vándory
- Karola Zala